# Celbowo
Celbowo (d. Celibowo, Czielbowa; kaszb. Celbòwò, niem. Celbau) – osada kaszubska w Polsce położona w województwie pomorskim, w powiecie puckim, w gminie Puck, na Kępie Puckiej.

## Nazwa
Miejscowość ma metrykę średniowieczną. W wyniku historycznych procesów lingwistycznych nazwa przybierała wiele form. Po raz pierwszy wymieniona została w 1298 jako Zelibore, 1394 Czillibow, Gillibow, 1400 Czillebaw, Tzilbow, Czilbau, 1472 Czelebaw, 1534 Celibowo, 1565 Czelibouo, 1583 Kolibowo, 1627-28 z Szczelibowem, z Czelbowem, 1627 Celibowo, 1664 Celbowo, 1796-1802 Celbau, 1880 Celbowo, Celbau. Nazwa miejscowości pochodzi od nazwy osobowej Żelibor – słowiańskiego imienia składającego się z dwóch członów: Żeli- ("pragnąć") i -bor ("walka", "walczyć, zmagać się"). Do nazwy dodany został sufiks -je wtórnie wyrównany do formy -owo. Niemiecka nazwa Celbau powstała w wyniku procesu germanizacji pierwotnej nazwy miejscowej.

## Historia
Wieś królewska w starostwie puckim w powiecie puckim województwa pomorskiego w II połowie XVI wieku. W latach 1975–1998 miejscowość administracyjnie należała do województwa gdańskiego.
Wieś znajduje się przy skrzyżowaniu dróg wojewódzkich nr 213 i 216. Jest siedzibą sołectwa Celbowo, w którego skład wchodzi również miejscowość Celbówko.
W Celbowie znajduje się dawny majątek ziemski z pałacem neogotyckim i zabudowaniami folwarcznymi pochodzącymi z 3 ćw. XIX wieku. Wśród zabudowań znajdują się m.in. wieża ciśnień i wieża zegarowa. Pałac w stylu neogotyku angielskiego jest budowlą parterową z piętrowym ryzalitem.
W okresie 1823–1945 majątek ziemski, wraz z pałacem, był w posiadaniu rodziny Rodenackerów, właścicieli browaru Alte Danziger Brauerei E. Rodenacker w Gdańsku.